# 格鲁吉亚正教会
格鲁吉亚使徒自主正教会是一個獨立的東正教自主教會。位於格魯吉亞，信眾多是當地的格魯吉亞人，為格魯吉亞的國教會；直到1921年憲改後，此政教合一情形才改變。信徒聲稱，該會歷史根源可以追溯到公元4世紀，當時聖尼諾將基督教傳播至喬治亞。
格魯吉亞使徒自主正教會與其他東正教自主教會完全共融。包括君士坦丁堡普世牧首在內，其自主權受到其他正教會的認可。如同其他正教會的架構，其最高管理機構是圣主教公會，由全格魯吉亞的卡托利科斯及大牧首領導。現任格魯吉亞大牧首為伊利亞二世。他於1977年當選。根據2013年的一項調查表明，格魯吉亞正教會在格魯吉亞是最受信任的機構，包括95%的受訪者對教會的工作表示認可。其在公共事務的影響力使之成為格魯吉亞最有權勢的機構之一。

## 現狀
1990年3月3日，君士坦丁堡普世牧首正式承認并批准了格魯吉亞教會的自主權。此外，牧首也被授予了卡托利科斯的稱號。此後的格魯吉亞獨立使教會得到極大的復興。在格魯吉亞憲法第九條中，說明了格魯吉亞正教會在該國歷史中起到的特殊作用。在2002年10月14日，伊利亞二世與格魯吉亞總統爱德华·谢瓦尔德纳泽簽署的協定中，教會與國家的關係進一步得到定義。協議引人注目地承認了格魯吉亞正教會對該國所有教堂及修道院的所有權，並且賦予其在政府中的參議角色。尤其是在教育方面。

截止2010年，格魯吉亞正教會的教區區劃

## 引用資料
1. ↑  .   [5 March 2015]. （原始内容存档于2017-07-03）.
2. ↑  Funke, Carolin. . Central Asia-Caucasus Institute Analyst. 14 August 2014  [2016-03-02]. （原始内容存档于2016-03-05）. After the dissolution of the Soviet Union, the Georgian Orthodox Church (GOC) emerged as Georgia’s most respected and influential institution.
3. ↑  Rimple, Paul. . eurasianet.org. Open Society Institute. 21 November 2014  [2016-03-02]. （原始内容存档于2016-03-04）. The Georgian Orthodox Church, the country’s most influential institution...
4. ↑  Constitution of Georgia - Official English translationPDF
5. ↑  .   [5 March 2015]. （原始内容存档于2020-08-07）.